# Jean-Patrick Manchette
Jean-Patrick Manchette (Marsiglia, 19 dicembre 1942 – Parigi, 3 giugno 1995) è stato uno scrittore, sceneggiatore, critico letterario, traduttore e jazzista francese.
Ha utilizzato, a volte, lo pseudonimo Pierre Duchesne.

## Biografia
Come romanziere Manchette fu il principale reinventore del genere noir francese verso gli inizi degli anni settanta. Scrisse circa dieci libri tra il 1969 e i primi anni ottanta.
Le sue storie erano spesso violente, ma analizzavano a fondo la condizione umana e la società francese dell'epoca.
Politicamente di sinistra, nei suoi romanzi Manchette rispecchia il suo pensiero politico attraverso l'analisi delle posizioni sociali e culturali dei suoi personaggi.
I suoi romanzi sono ora editi in Italia da Einaudi.

## Opere
- Che i cadaveri si abbronzino (Laisser bronzer les cadavres, 1971), scritto con Jean-Pierre Bastid, Torino, Edizioni del Capricorno, 2017, ISBN 978-88-770-7330-3.
- L'affare N'Gustro (L'Affaire N'Gustro, 1971), trad. Luigi Bernardi, Collana Stile Libero Noir, Torino, Einaudi, 2006, ISBN 978-88-061-8300-4.
- Pazza da uccidere (Ô dingos, ô châteaux ! (Folle à tuer, 1972), Torino, Einaudi, 2005.
- Nada (Nada, 1972), Milano, SugarCo, 1974; trad. Alda Traversi, Torino, Einaudi, 2000.
- Un mucchio di cadaveri  (Morgue pleine, 1973), trad. Luigi Bernardi, Postfazione di Valerio Evangelisti, Collana Einaudi Tascabili. Stile libero noir, Torino, Einaudi, 2003, ISBN 978-88-061-6626-7.
- Piovono morti (Que d'os !, 1976), trad. Luigi Bernardi, Collana Stile Libero Noir, Torino, Einaudi, 2004, ISBN 978-88-061-7115-5.
- Piccolo blues (Le petit bleu de la côte ouest, 1977), trad. Luigi Bernardi, Collana Stile libero, Torino, Einaudi, 2002, ISBN 978-88-061-6350-1.
- Fatale (Fatale, 1977), trad. Gualtiero De Marinis, Torino, Einaudi, 1998.
- Griffu (Griffu, 1978), Roma, Edizioni BD, 2006; Editoriale Cosmo, 2018; Oblomov edizioni, 2021. Fumetto illustrato da Jacques Tardi.
- Mélanie White (1979), Éclipse", Hachette, 1979. Romanzo di Fantascienza illustrato da Serge Clerc.
- Posizione di tiro (La Position du tireur couché, 1981), Bologna, Metrolibri, 1992; trad. Francesco Colombo, Postfazione di Doug Headline, Torino, Einaudi, 1998-2015.
- Principessa di sangue (La Princesse du sang, 1996), trad. Camilla Testi, Collana Stile Libero Noir, Torino, Einaudi, 2007, ISBN 978-88-061-7551-1; Milano, Edizioni BD, 2012.

## Altri media
Dal romanzo "la Principessa di sangue" è stato tratto un graphic novel con testi di Dough Headline (pseudonimo di Tristan Jean Manchette figlio di Jean-Patrick) e disegni di Max Cabanes:
- La principessa di sangue, traduzione di Massimo Cotugno, Edizioni BD, 2012, ISBN 978-88-6123-898-5.